# Astephanus zeyheri
Astephanus zeyheri är en oleanderväxtart som beskrevs av Porphir Kiril Nicolai Stepanowitsch Turczaninow. Astephanus zeyheri ingår i släktet Astephanus och familjen oleanderväxter. Inga underarter finns listade i Catalogue of Life.